# Profundisepta
Profundisepta là một chi ốc biển, là động vật thân mềm chân bụng sống ở biển trong họ Fissurellidae.

## Các loài
Các loài trong chi Profundisepta gồm có:
- Profundisepta alicei (Dautzenberg & H. Fischer, 1897)[2]
- Profundisepta borroi (Pérez Farfante, 1947)
- Profundisepta circularis (Dall, 1881)[3]
- Profundisepta profundi (Jeffreys, 1877)[4]
- Profundisepta sportella (Watson, 1883)[5]